# Naissance en 1925
Naissance
- 1921
- 1922
- 1923
- 1924
- 1925
- 1926
- 1927
- 1928
- 1929

Cette page dresse une liste de personnalités nées au cours de l'année 1925 présentée dans l'ordre chronologique.
La liste des personnes référencées dans Wikipédia est disponible dans la page de la Catégorie: Naissance en 1925.

## Janvier
- 1er janvier :
  - Stymie Beard, acteur américain († 8 janvier 1981).
  - Pierre Laffitte, scientifique et homme politique français († 7 juillet 2021).
  - Jacques Tixier, préhistorien français († 3 avril 2018).
  - Achille Muller, résistant et militaire français.
- 2 janvier : Francesco Colasuonno, cardinal italien († 31 mai 2003).
- 3 janvier :
  - François Brochet, sculpteur et peintre français († 10 août 2001).
  - Michel Gourlier, peintre, illustrateur et dessinateur français († 28 septembre 2018).
  - André Quellier, peintre français († 16 mars 2010).
- 5 janvier : Wolfe Morris, acteur britannique († 21 juillet 1996).
- 6 janvier : 
  - John DeLorean, industriel américain, fondateur de DeLorean Motor Company († 19 mars 2005).
  - Alfredo Pasotti, coureur cycliste italien († 12 septembre 2000).
  - Otto Schubiger, joueur professionnel de hockey sur glace suisse († 28 janvier 2019).
- 7 janvier :
  - Walter Noll, mathématicien et physicien américain († 6 juin 2017).
  - Harry Stradling Jr., directeur de la photographie américain († 17 octobre 2017).
  - Sam Woodyard, batteur de  jazz américain († 20 septembre 1988).
  - Vincent Malerba, résistant français.
- 8 janvier :
  - René Ben Chemoul, catcheur français († 17 septembre 2010).
  - Kim Britov, peintre figuratif soviétique puis russe († 5 janvier 2010).
- 9 janvier :
  - Lee Van Cleef, acteur américain († 16 décembre 1989).
  - Jean Poperen, homme politique français († 23 août 1997).
- 10 janvier : Claude Carliez, maître d'armes et cascadeur français († 17 mai 2015).
- 11 janvier : Jean-Jacques Kretzschmar, footballeur français († 3 janvier 1985).
- 12 janvier :
  - Katherine MacGregor, actrice américaine († 13 octobre 2018).
  - Vicente Martínez Alama, footballeur espagnol († 2 octobre 2018).
  - Georges Perron, évêque catholique français, capucin et évêque émérite de Djibouti († 6 mai 2021).
- 13 janvier : Raymond Dugrand, géographe français († 13 février 2017).
- 14 janvier : Yukio Mishima, écrivain japonais († 25 novembre 1970).
- 15 janvier : 
  - Liu Binyan (刘 宾 雁), écrivain chinois († 5 décembre 2005).
  - Ignacio López Tarso, acteur mexicain († 11 mars 2023).
  - Theodor Wonja Michael acteur afro-allemand, journaliste, ancien prisonnier de l'époque nazie († 19 octobre 2019).
  - Jeannette Laot, syndicaliste et féministe française.
- 16 janvier :
  - Jacqueline Benoit, peintre française († 28 janvier 2012).
  - Anne-Marie Carrière, comédienne française († 29 décembre 2006).
- 17 janvier :
  - Gunnar Birkerts, architecte letton puis américain († 15 août 2017).
  - Duane Hanson, sculpteur américain († 6 janvier 1996).
  - Edgar Ray Killen, criminel américain († 11 janvier 2018).
- 18 janvier :
  - Gilles Deleuze, philosophe français († 4 novembre 1995).
  - Édouard Dermit, acteur et peintre français († 15 mai 1995).
  - Gianni Dova, peintre italien († 14 octobre 1991).
  - Art Paul, graphiste américain († 28 avril 2018).
- 19 janvier :
  - Laurent Mbariko, homme politique congolais († 30 décembre 1972).
  - Rudolf Wessely, acteur autrichien († 25 avril 2016).
- 20 janvier  : Ernesto Cardenal, prêtre catholique, théologien, poète et homme politique nicaraguayen († 1er mars 2020).
- 21 janvier : Charles Aidman, acteur américain († 7 novembre 1993).
- 22 janvier : Jean-Pierre Delarge, avocat, enseignant, éditeur et écrivain français d’origine belge († 14 mars 2015).
- 23 janvier :
  - Omar Dhani, homme politique indonésien († 24 juillet 2009).
  - Eibhlín Ní Bhriain, journaliste irlandaise († 1er janvier 1986).
- 24 janvier : Gus Mortson, entraîneur et joueur de hockey sur glace canadien († 8 août 2015).
- 26 janvier :
  - David Edward Jenkins, ecclésiastique anglican, membre de l'Église d'Angleterre († 4 septembre 2016).
  - Joan Leslie, actrice américaine († 12 octobre 2015).
  - Paul Newman, acteur américain († 26 septembre 2008).
  - Claude Ryan, journaliste politicien québécois, canadien († 9 février 2004).
- 27 janvier :
  - Juan Vitalio Acuña Núñez, militaire et homme politique cubain († 31 août 1967).
  - Adolphe Steg, professeur agrégé de médecine français († 11 avril 2021).
- 28 janvier : Jean Bogaerts, coureur cycliste belge († 28 janvier 2017).
- 29 janvier : Isidore Isou, poète, peintre, cinéaste, dramaturge, romancier et économiste français et roumain († 28 juillet 2007).
- 30 janvier :
  - Paul Genève, athlète français, spécialiste des courses de fond († 3 décembre 2017).
  - Léon Hégelé, évêque catholique français († 11 février 2014).
  - Jim McCarthy, joueur de rugby à XV irlandais († 21 avril 2015).
- 31 janvier :
  - Ramón Campos, joueur de basket-ball philippin († 29 mai 2017).
  - Frédéric Vidalens, peintre et graveur français († 9 août 2004).

## Février
- 1er février : Alfred Grosser, politologue, sociologue et historien franco-allemand († 7 février 2024).
- 2 février :
  - Russell Hoban, écrivain américain († 13 décembre 2011).
  - Miklós Holop, joueur de water-polo hongrois († 13 novembre 2017).
  - Herbert Keßler, homme politique autrichien († 27 juillet 2018).
- 3 février : Shelley Berman, humoriste, acteur et professeur américain  († 1er septembre 2017).
- 4 février :
  - Auxence Contout, poète et écrivain français originaire de la Guyane († 2 janvier 2020).
  - Erik Christopher Zeeman, mathématicien anglais († 13 février 2016).
- 5 février :
  - Pierre Abeberry, révérend-père dominicain français († 30 mai 2015).
  - Jacques Dodeman, éditeur français († 31 août 2017).
  - Karel De Baere, coureur cycliste belge († 9 octobre 1985).
  - Guy Dupré, écrivain et éditeur français († 17 janvier 2018).
  - Pierre Lonchamp, peintre français († 26 août 1978).
  - Atilio López, joueur et entraîneur de football paraguayen († 14 juillet 2016).
- 8 février :
  - Oldřich Lajsek, peintre, designer, artiste graphique et professeur d’arts plastiques tchécoslovaque puis tchèque († 2 octobre 2001).
  - Jack Lemmon, acteur américain († 27 juin 2001).
- 9 février : Guy Perrier, militaire français († 4 avril 2017).
- 10 février :
  - Brunero Gherardini, prêtre et théologien catholique italien († 22 septembre 2017).
  - Pierre Mondy, (Pierre Cuq), acteur français († 15 septembre 2012).
- 11 février : 
  - Amparo Rivelles, actrice espagnole († 7 novembre 2013).
  - Manuel Dos Santos, matador portugais († 18 février 1973).
- 14 février : 
  - Jean Cortot, peintre et illustrateur français († 28 décembre 2018).
  - Nazim Rzayev, chef d'orchestre azerbaïdjanais († 2 mai 2006).
- 14 ou 17 février : José Caeiro, joueur et entraîneur de football espagnol († 14 janvier 1981).
- 15 février :
  - Romolo Bizzotto, joueur et entraîneur de football italien († 27 mars 2017).
  - Jacques Dodeman, éditeur français († 31 août 2017).
- 16 février :
  - Stojan Ćelić, peintre, critique d'art et illustrateur serbe puis yougoslave († 30 avril 1992).
  - François-Xavier Ortoli, inspecteur des finances, homme politique et homme d'affaires français († 29 novembre 2007).
  - Carlos Paredes, guitariste portugais († 23 juillet 2004).
- 18 février : 
  - Marcel Barbeau, peintre et sculpteur québécois († 2 janvier 2016).
  - George Kennedy, acteur et écrivain américain († 28 février 2016).
- 19 février : Jindřich Feld, compositeur tchèque de musique classique († 8 juillet 2007).
- 20 février :
  - Robert Altman, producteur et réalisateur américain († 20 novembre 2006).
  - Gianfranco Parolini, réalisateur, scénariste, acteur, producteur et monteur italien († 26 avril 2018).
- 21 février : 
  - Sam Peckinpah, réalisateur américain († 28 décembre 1984).
  - Aleksei Paramonov, footballeur soviétique puis russe († 24 août 2018).
- 23 février : Anne-Marie Trégouët, résistante française († 22 mars 2024).
- 24 février :
  - Etel Adnan, poète, écrivaine et artiste visuelle syro-franco-américano-libanaise († 14 novembre 2021).
  - Alberto Marson, joueur de basket-ball brésilien († 25 avril 2018).
- 25 février :
  - Pierre Babin, prêtre catholique français († 9 mai 2012).
  - Serge Belloni, peintre français d'origine italienne († 28 octobre 2005).
  - Shehu Shagari, homme d'État nigérian († 28 décembre 2018).
  - Sammy Smyth, footballeur nord-irlandais († 19 octobre 2016).
- 26 février : Dave Pell, saxophoniste ténor et chef d'orchestre américain († 8 mai 2017).
- 27 février :
  - Egidius Braun, président de la Fédération allemande de football († 16 mars 2022).
  - Pía Sebastiani, pianiste classique, compositrice et pédagogue argentine († 26 juillet 2015).
- 28 février :
  - Loránd Gáspár, poète français († 9 octobre 2019).
  - Louis Nirenberg, mathématicien américain d'origine canadienne († 26 janvier 2020).

## Mars
- 1er mars : 
  - Keith Harvey Miller, homme politique américain († 2 mars 2019).
  - Fouad Naffah, homme politique libanais († 9 avril 2017).
  - Alexandre do Nascimento, cardinal angolais, archevêque émérite de Luanda († 28 septembre 2024).
- 3 mars : 
  - Axel Schandorff, coureur cycliste danois († 28 janvier 2016).
  - Zvi Zamir, écrivain israélien († 2 janvier 2024).
- 4 mars : Edmond Abelé, évêque catholique français, évêque émérite de Digne († 27 septembre 2017).
- 5 mars :
  - Jacques Vergès, avocat franco-algérien († 15 août 2013).
  - Paul Vergès, homme politique français († 12 novembre 2016).
- 6 mars : Wes Montgomery, guitariste de jazz américain († 15 juin 1968).
- 7 mars :
  - Guy Herbulot, évêque émérite d'Evry Corbeil-Essonnes († 1er août 2021).
  - François Houtart, prêtre, sociologue et chanoine belge († 6 juin 2017).
  - Philippe Malaurie, juriste français († 1er avril 2020).
  - Trude Unruh, femme politique allemande († 30 novembre 2021).
- 9 mars : Raymond Renard, linguiste et écrivain belge († 19 mars 2020).
- 11 mars :
  - Peter Hunt, réalisateur, producteur, monteur et acteur britannique († 14 août 2002).
  - Solomon Marcus, mathématicien roumain († 17 mars 2016).
  - Claude Maréchal, peintre français († mai 2009).
  - Bashir Safaroglu, acteur soviétique († 23 mars 1969).
- 12 mars :
  - Louison Bobet, coureur cycliste français († 13 mars 1983).
  - Georges Delerue, compositeur et directeur musicale des films († 20 mars 1992).
- 13 mars :
  - Fernando Birri, réalisateur argentin († 27 décembre 2017).
  - Angelo Conterno, coureur cycliste italien († 1er décembre 2007).
  - Léon Defosset, homme politique belge († 25 septembre 1991).
- 14 mars :
  - Georges Lombard, homme politique français († 13 septembre 2010).
  - Michael Brecher, professeur québécois († 16 janvier 2022).
- 16 mars : Fosco Becattini, footballeur italien († 14 décembre 2016).
- 17 mars :
  - Gabriele Ferzetti, acteur italien († 2 décembre 2015).
  - Henri Fontaine, fottballeur français († 15 octobre 2018).
  - Gérard Haché, homme d'affaires et homme politique canadien († 22 septembre 2017).
  - Enrico Medioli, scénariste italien († 21 avril 2017).
- 18 mars :
  - Alessandro Alessandroni, musicien et compositeur italien († 26 mars 2017).
  - Jean-Christophe Benoît, artiste lyrique (baryton) français († 21 février 2019).
  - Antonio José González Zumárraga, cardinal équatorien († 13 octobre 2008).
- 19 mars : 
  - Brent Scowcroft, homme politique américain († 6 août 2020).
  - Yaroslav Hunka, vétéran ukrainien de la Waffen SS.
- 20 mars : 
  - Christiane de Casteras, peintre féministe française († 1er septembre 2009).
  - John Ehrlichman, avocat et homme politique américain († 14 février 1999).
  - Takeshi Umehara, philosophe japonais († 12 janvier 2019).
- 21 mars :
  - Peter Brook, réalisateur britannique († 2 juillet 2022).
  - Hugo Koblet, coureur cycliste suisse († 6 novembre 1964).
- 22 mars : Gilles Pelletier, acteur canadien († 5 septembre 2018).
- 23 mars : Rafael Squirru, poète, critique d’art et conférencier argentin († 5 mars 2016).
- 24 mars : Jenna McMahon, scénariste, productrice et actrice de télévision américaine († 2 mars 2015).
- 25 mars : Janette Bertrand, comédienne québécoise.
- 26 mars :
  - Pierre Boulez, compositeur français († 5 janvier 2016).
  - Louis Cortot, résistant français, compagnon de la Libération († 5 mars 2017).
  - Denise Esteban, peintre française († 19 septembre 1986).
  - James Moody, saxophoniste de jazz américain († 9 décembre 2010).
  - Freddy Terwagne, homme politique belge d'expression française († 15 février 1971).
  - John Baptist Wu Cheng-Chung, cardinal chinois († 23 septembre 2002).
- 27 mars : Henry Plumb, agriculteur et homme politique britannique († 15 avril 2022).
- 28 mars : 
  - Dmytro Hnatiouk, chanteur d'opéra soviétique et ukrainien († 29 avril 2016).
  - Alberto Grimaldi, producteur de cinéma italien († 23 janvier 2021).
- 29 mars :
  - Pasquale Fornara, coureur cycliste italien († 24 juillet 1990).
  - Jean-Claude Hesselbarth, peintre et dessinateur suisse († 13 mai 2015).
  - Frederick Treves, acteur anglais († 30 janvier 2012).

## Avril
- 1er avril :
  - Wojciech Has, réalisateur polonais († 3 octobre 2000).
  - Piero Livi, réalisateur et scénariste italien († 2 septembre 2015).
  - Marc Verstraete, professeur et médecin belge  († 16 août 2018).
  - Tobie Steinhouse, peintre, dessinatrice et graveuse canadienne.
- 3 avril : Zenzō Matsuyama, scénariste et réalisateur japonais († 27 août 2016).
- 4 avril :
  - Serge Dassault, ingénieur, homme d'affaires et homme politique français († 28 mai 2018).
  - Dettmar Cramer, joueur et entraîneur de football allemand († 17 septembre 2015).
  - Claude Wagner, avocat, juge, procureur de la couronne, professeur et homme politique provincial et fédéral du Québec († 11 juillet 1979).
- 5 avril : Jean-Claude Chevalier, linguiste français († 18 décembre 2018).
- 7 avril : Edward Herman, économiste et observateur américain des médias († 11 novembre 2017).
- 8 avril : Petar Denkovački, higoumène orthodoxe († 25 décembre 2005).
- 9 avril :
  - Frank Borghi, footballeur américain († 3 février 2015).
  - Dominique Mayet, peintre français († 23 décembre 2004).
  - Ernst Neïzvestny, sculpteur russo-américain († 9 août 2016).
- 11 avril :
  - James Guitet, peintre et graveur français († 14 décembre 2010).
  - Viola Liuzzo, militante des droits civiques américaine († 25 mars 1965).
  - Pierre Péladeau, éditeur et homme d'affaires québécois († 24 décembre 1997).
  - George Shuffler, musicien de bluegrass américain († 7 avril 2014).
- 12 avril :
  - Evelyn Berezin, ingénieure informaticienne américaine († 8 décembre 2018).
  - Oliver Postgate, marionnettiste, scénariste, écrivain, producteur de télévision et acteur anglais († 8 décembre 2008).
- 13 avril : 
  - Michael Halliday, linguiste d'origine anglaise († 15 avril 2018).
  - Geneviève de Galard, infirmière militaire et convoyeuse de l'air française surnommée l’ange de Dien Bien Phu pendant la guerre d'Indochine († 30 mai 2024).
- 14 avril :
  - Gene Ammons, saxophoniste de jazz américain († 6 août 1974).
  - Rod Steiger, acteur américain († 9 juillet 2002).
- 15 avril : Betty Rosenquest, joueuse de tennis américaine († 31 janvier 2016).
- 16 avril : Georges Désir, producteur-animateur de télévision et homme politique belge († 12 octobre 2016).
- 17 avril : Jack Jones, joueur de water-polo britannique († 8 mars 2016).
- 19 avril :
  - Robert Germain, footballeur français († 26 juin 2004).
  - Hugh O'Brian, acteur américain († 5 septembre 2016).
  - Roger Orengo, footballeur français († 4 mai 2014).
  - John Parlett, athlète britannique († 8 mars 2022).
- 20 avril :
  - Émile Besson, journaliste sportif français († 23 mars 2015).
  - Pierre Dmitrienko, peintre, graveur et sculpteur français († 15 avril 1974).
  - Elena Verdugo, actrice américaine († 30 mai 2017).
- 22 avril : Ya'akov Nehoshtan, homme politique et diplomate israélien († 17 avril 2019).
- 24 avril :
  - François Gros, biologiste français († 18 février 2022).
  - Ferdinand Kazadi, homme politique congolais († 26 juin 1984).
- 25 avril :
  - Zofia Kielan-Jaworowska, paléontologue et paléobiologiste polonaise († 13 mars 2015).
  - Louis O'Neill, théologien, philosophe et homme politique canadien († 23 octobre 2018).
- 26 avril :
  - Michele Ferrero, chef d'entreprise italien  († 14 février 2015).
  - Jørgen Ingmann, chanteur danois († 21 mars 2015).
  - Wilma Lipp, chanteuse d'opéra autrichienne († 26 janvier 2019).
  - Alice Saunier-Seité, femme politique française, ancien Ministre, Membre de l'Académie des sciences morales et politiques († 8 août 2003).
- 27 avril :
  - Brigitte Auber, actrice française.
  - Yves Cotrel, médecin, chirurgien spécialisé en orthopédie français († 29 janvier 2019).
- 28 avril :
  - Boudraâ Bel Abbès, médecin-chirurgien algérien († 21 octobre 2011).
  - Hector Delfosse, accordéoniste et compositeur belge († 2 août 1998).
- 29 avril :
  - Bernard Loriot, peintre français († 18 décembre 1998).
  - Colette Marchand, danseuse et actrice française († 5 juin 2015).

## Mai
- 1er mai :
  - Gabriele Amorth, prêtre paulinien italien († 16 septembre 2016).
  - Robert Tatin d'Avesnières,  peintre français († 9 février 1982).
  - Chuck Bednarik, joueur américain de football américain († 21 mars 2015).
  - Scott Carpenter, astronaute américain († 10 octobre 2013).
  - Umberto Drei, coureur cycliste italien  († 14 janvier 1996).
  - Bergljot Hobæk Haff, écrivaine norvégienne († 12 février 2016).
- 2 mai :
  - Eva Aeppli, peintre suisse († 4 mai 2015).
  - John Neville, acteur britannique († 19 novembre 2011).
  - Maria Barroso, femme politique et actrice portugaise († 7 juillet 2015).
  - Roscoe Lee Browne, acteur de cinéma et metteur en scène de théâtre américain († 11 avril 2007).
  - Renzo Soldani, coureur cycliste italien († 2 janvier 2013).
- 3 mai : Robert Jonquet, footballeur français († 18 décembre 2008).
- 4 mai :
  - Jenő Buzánszky, joueur  et entraîneur de football hongrois († 11 janvier 2015).
  - Émile Mangiapan, peintre français († 2 juin 2007).
- 5 mai :
  - Milo Adoner, déporté français à Auschwitz († 4 mars 2020).
  - Željko Čajkovski, joueur et entraîneur de football yougoslave puis croate († 11 novembre 2016).
  - Charles Chaplin Jr., acteur de théâtre et de cinéma américain († 20 mars 1968).
  - Leo Ryan, homme politique américain († 18 novembre 1978).
  - Vladimir Vavilov, guitariste, luthiste et compositeur soviétique († 11 mars 1973).
- 6 mai : Raymond Erraçarret, homme politique français († 15 septembre 2018).
- 7 mai : Jorge Loredo, acteur et humoriste brésilien († 26 mars 2015).
- 8 mai : 
  - Bettina Graziani, mannequin français († 2 mars 2015).
  - Ali Hassan Mwinyi, homme d'État tanzanien († 29 février 2024).
  - Bernard Saby, peintre et dessinateur français († 4 juillet 1975).
- 10 mai :
  - Peter Babando, joueur de hockey sur glace américain († 19 février 2020).
  - Raphaël Esrail, résistant et déporté français († 22 janvier 2022).
- 12 mai :
  - Yogi Berra, joueur de baseball († 22 septembre 2015).
  - Martin Löwenberg, militant antifasciste allemand d'origine juive († 2 avril 2018).
  - Ben Zion Shenker, musicien et compositeur américain hassidique († 20 novembre 2016).
- 13 mai :
  - Anthony Milner, compositeur, professeur et chef d'orchestrebritannique († 22 septembre 2002).
  - Zekarias Yohannes, prélat érythréen de l'Église catholique éthiopienne († 1er décembre 2016).
- 14 mai :
  - Amor Chadli, homme politique et médecin tunisien († 8 novembre 2019).
  - François Maistre, acteur et metteur en scène français († 16 mai 2016).
  - Patrice Munsel, soprano américaine († 4 août 2016).
  - István Nemeskürty, écrivain, scénariste, producteur de cinéma et professeur d'université hongrois († 8 octobre 2015).
  - Pascal Posado, homme politique français († 11 novembre 2016).
- 15 mai : Horacio Guarany, écrivain et chanteur argentin († 13 janvier 2017).
- 16 mai :
  - Yves Corbassière, peintre, graveur, affichiste, sculpteur et lithographe français († 16 mai 2020).
  - Luciano Maggini, coureur cycliste italien († 24 janvier 2012).
  - Ilona Novák, nageuse hongroise († 14 mars 2019).
  - Nancy Roman, astronome américaine, dite "la Mère de Hubble" († 25 décembre 2018).
- 17 mai : 
  - Claude Julien, journaliste, ancien rédacteur en chef du Monde diplomatique († 5 mai 2005).
  - Veselin Đuranović, homme politique yougoslave († 30 août 1997).
- 18 mai : Piotr Ossovski, peintre soviétique puis russe († 1er août 2015).
- 19 mai : 
  - Pol Pot, homme d'État cambodgien et chef des Khmers rouges († 15 avril 1998).
  - Malcolm X, prêcheur musulman afro-américain, orateur et militant des droits de l'homme († 21 février 1965).
- 20 mai : Alexeï Tupolev, ingénieur aéronautique russe († 15 mai 2001).
- 21 mai : 
  - Guy de Fatto, contrebassiste français († 5 novembre 2016).
  - Frank Kameny, astronome et militant LGBT américain († 11 octobre 2011).
  - Olof Thunberg, acteur et réalisateur suédois († 24 février 2020).
  - Jean Valère, réalisateur français († 29 mai 2017).
- 22 mai : Bernard Bro, prêtre dominicain français († 23 octobre 2018).
- 23 mai : Mac Wiseman, musicien, chanteur et guitariste américain († 24 février 2019).
- 24 mai : Jacques Van den Bussche, peintre et illustrateur français † 3 septembre 2001).
- 25 mai :
  - Haroldo Conti, romancier argentin († 5 mai 1976).
  - Claude Pinoteau, réalisateur français († 5 octobre 2012).
  - Jeanne Crain, actrice américaine († 14 décembre 2003).
- 26 mai :
  - Alec McCowen, acteur britannique († 6 février 2017).
  - Alfredo Reichlin, homme politique et partisan italien († 21 mars 2017).
- 27 mai :
  - Walter Eich, footballeur suisse († 1er juin 2018).
  - Adelina Gutiérrez, astrophysicienne chilienne († 11 avril 2015).
  - Tony Hillerman, romancier américain († 13 octobre 2008).
- 28 mai : Heinz Reincke, acteur allemand († 13 juillet 2011).
- 29 mai :
  - Anthony Grant, homme politique britannique († 9 octobre 2016).
  - Mohamed Masmoudi, homme politique tunisien († 7 novembre 2016).
  - Jean Rey, coureur cycliste français († 13 novembre 1950).
- 30 mai :
  - John Cocke, informaticien et chercheur américain († 16 juillet 2002).
  - Jean Fabre, géologue français († 13 mars 2020).
- 31 mai :
  - Julian Beck, acteur, metteur en scène, directeur de théâtre, poète et peintre américain († 14 septembre 1985).
  - Juan Bosch Palau, réalisateur et scénariste espagnol († 17 novembre 2015).
  - Noël Fillaudeau, peintre et sculpteur français († 26 septembre 2003).
  - Frei Otto, architecte allemand († 9 mars 2015).
  - Thomas S. Murphy, homme d'affaires du monde de la télévision américain († 25 mai 2022).
  - Jean Perrottet, architecte français († 26 février 2021).

## Juin
- 1er juin : Richard Erdman, acteur américain († 16 mars 2019).
- 2 juin : 
  - Buddy Elias, acteur suisse et président de la Fondation Anne-Frank († 16 mars 2015).
  - Per Knudsen, footballeur danois († 8 février 1999).
- 3 juin :
  - Bronisław Chromy, sculpteur, peintre, dessinateur, graveur polonais, professeur à l'Académie des Beaux-Arts de Cracovie († 4 octobre 2017).
  - Tony Curtis, acteur américain († 29 septembre 2010).
  - Jean-Pierre Gouzy, journaliste français († 17 février 2017).
  - Alistair Grant, peintre et graveur britannique († 12 avril 1997).
  - Thomas Joseph Winning, cardinal britannique, archevêque de Glasgow († 17 juin 2001).
  - Quique Martín, footballeur espagnol († 12 avril 2016).
- 4 juin :
  - Ion Lazarevitch Degen, tankiste, médecin et écrivain soviétique puis israélien († 28 avril 2017).
  - Antonio Puchades, footballeur espagnol († 24 mai 2013).
  - Gerald Sim, acteur britannique († 11 décembre 2014).
- 5 juin : 
  - Warren Frost, acteur américain († 17 février 2017).
  - Bill Hayes, acteur américain († 12 janvier 2024).
- 6 juin :
  - Geneviève Baudino, féministe grenobloise († 18 janvier 2007)
  - Maurice Séveno, journaliste français († 29 mai 2018).
  - Andrew Mlangeni, militant politique sud-africain anti-apartheid († 21 juillet 2020).
- 7 juin :
  - Ernestina Herrera de Noble, éditrice et femme d'affaires argentine († 14 juin 2017).
  - Alan Robert Pearlman, ingénieur américain († 5 janvier 2019).
- 8 juin : 
  - Claude Estier, journaliste et homme politique français († 10 mars 2016).
  - Barbara Bush, femme politique américaine († 17 avril 2018).
- 9 juin :
  - Jérôme Lindon, éditeur français († 9 avril 2001).
  - René Vernier, footballeur et entraîneur français († 6 septembre 2017).
- 10 juin :
  - Claudine Béréchel, peintre, graveuse, sculptrice et médailleuse française († 18 juillet 2011).
  - Liouben Berov, économiste et homme politique bulgare († 7 décembre 2006).
  - Nat Hentoff, journaliste, historien, romancier et critique américain de jazz et de musique country († 7 janvier 2017).
  - James Salter, écrivain américain († 19 juin 2015).
- 11 juin : 
  - Jean-Pierre Chabrol, écrivain français († 1er décembre 2001).
  - William Styron, écrivain américain († 1er novembre 2006).
- 12 juin : Masahide Ōta, homme politique et universitaire japonais  († 12 juin 2017).
- 13 juin :
  - Nicole Algan, peintre et sculptrice française († 29 mai 1986).
  - Georges Deruelle, footballeur français († 30 mai 1991).
  - Kristine Miller, actrice américaine († 2015).
- 16 juin :
  - Annibale Brasola, coureur cycliste italien († 30 novembre 2001).
  - André Francis, animateur de radio et de télévision, chroniqueur de jazz, producteur et organisateur français de festivals († 12 février 2019).
  - Normand Grimard, avocat et homme politique canadien († 28 décembre 2017)
  - Jean d'Ormesson, homme de lettres français († 5 décembre 2017).
  - Östen Sjöstrand, poète et traducteur suédois († 13 mai 2006).
- 17 juin : Luce d'Eramo, écrivaine italienne († 6 mars 2001).
- 18 juin :
  - Robert Arthur, acteur américain († 1er octobre 2008).
  - James Brink, joueur de tennis américain († 12 mars 2017).
- 20 juin :
  - Doris Hart, joueuse de tennis américaine († 29 mai 2015).
  - András Kovács, scénariste et réalisateur hongrois († 11 mars 2017).
  - Audie Murphy, soldat américain († 28 mai 1971).
- 21 juin : 
  - Joseph Archepel, vitrailliste français († 26 juillet 2013).
  - Marcel Anselme, peintre et graveur français († 29 juillet 1982).
- 23 juin :
  - Larry Blyden, acteur américain († 6 juin 1975).
  - Oliver Smithies, généticien américain d'origine britannique († 10 janvier 2017).
- 24 juin : Daniel Sénélar, peintre français († 15 mars 2001).
- 25 juin :
  - Bob Barrett, journaliste et écrivain américain.
  - John Briley, dramaturge et scénariste américain († 14 décembre 2019).
  - Alistair Campbell, écrivain de langue anglaise († 16 août 2009).
  - Charles Ceccaldi-Raynaud, avocat et homme politique († 18 juillet 2019).
  - June Lockhart, actrice américaine.
  - William Stoddart, traducteur, essayiste et philosophe des religions, pérennialiste écossais († 9 novembre 2023).
  - Robert Venturi, architecte américain († 18 septembre 2018).
  - Virginia Patton, actrice américaine († 18 août 2022).
- 26 juin :
  - Pavel Belyayev, cosmonaute soviétique († 10 janvier 1970).
  - Jean Frydman, résistant, homme d'affaires et homme de communication franco-israélien († 14 mars 2021).
  - André Lévy, universitaire français.
- 27 juin : Jan Burssens, peintre belge († 11 janvier 2002).
- 28 juin : Giselher Klebe, compositeur allemand († 5 octobre 2009).
- 29 juin
  - Cara Williams, actrice américaine († 9 décembre 2021).
  - Giorgio Napolitano, homme d'État italien, président de la République († 22 septembre 2023).
  - Robert Hébras, survivant du massacre d'Oradour-sur-Glane († 11 février 2023).
- 30 juin
  - Ibrahim Amini, juriste chiite († 24 avril 2020).
  - Joakim Bergman, traducteur et romancier suédois († 23 décembre 2019).
  - Philippe Jaccottet, écrivain, poète, critique littéraire et traducteur suisse vaudois († 24 février 2021).

## Juillet
- 1er juillet : 

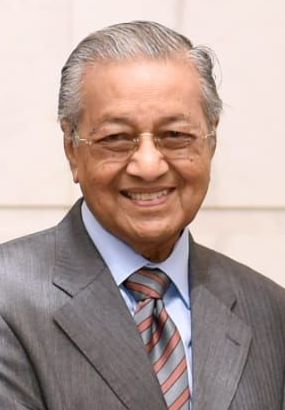
10 juillet : Mahathir Mohamad, Premier ministre malaisien.

  - Mohamed Bensaid Aït Idder, homme politique marocain († 6 février 2024).
  - Jacques Fournier, prêtre catholique français. († 20 janvier 2025)
  - Colin Figures, chef du SIS († 8 décembre 2008)
- 2 juillet :
  - Arturo Carmassi, sculpteur et peintre italien († 27 janvier 2015).
  - Medgar Evers, militant noir américain pour les droits civils († 12 juin 1963).
  - Patrice Lumumba, homme politique congolais († 17 janvier 1961).
  - Ahmed Mestiri, homme politique tunisien († 23 mai 2021).
- 3 juillet :
  - Emidio Cavigioli, footballeur italien († 23 février 2015).
  - Anatoli Efros, réalisateur et metteur en scène soviétique († 13 janvier 1987).
  - Ferenc Varga, kayakiste hongrois († 17 janvier 2023).
- 4 juillet : 
  - Jean Larguier, professeur émérite de droit français († 30 décembre 2020).
  - Robert Heddle-Roboth, maître d’armes français († 10 octobre 2013)
  - John Imbrie, géologue et océanographe américain († 13 mai 2016).
  - Paul Viallaneix, historien français de la littérature et professeur de littérature française († 3 août 2018).
- 5 juillet :
  - Jean Raspail, écrivain français († 13 juin 2020).
  - Johannes Börner, militaire allemand († 20 mai 2018).
  - Zdravko-Ćiro Kovačić, joueur de water-polo yougoslave († 1er avril 2015).
  - Unto Wiitala, joueur de hockey sur glace finlandais († 16 janvier 2019).
- 6 juillet : 
  - Bill Haley, chanteur et musicien de Rock 'n' roll américain († 9 février 1981).
  - Gazi Yaşargil, scientifique et neurochirurgien turc.
- 7 juillet :
  - Zakaria Ben Mustapha, homme politique tunisien († 4 juin 2019).
  - Jud Kinberg, producteur et scénariste américain († 2 novembre 2016).
  - Blanca París de Oddone, historienne uruguayenne († 23 juin 2008).
- 8 juillet :
  - Nicholas Brathwaite, homme politique grenadien († 28 octobre 2016).
  - Jean Cau, écrivain français († 18 juin 1993).
  - Marco Cé, cardinal italien, patriarche émérite de Venise († 12 mai 2014).
  - Fernand Decanali coureur cycliste français († 10 janvier 2017).
  - Åke Forsberg, footballeur finlandais. († 9 mars 2006)
  - Dominique Nohain, acteur, dramaturge, scénariste et metteur en scène français († 30 mai 2017).
  - Samuel Wanko, homme politique camerounais († 13 décembre 1957).
- 9 juillet : Borislav Stanković, joueur de basket-ball d'origine serbe († 20 mars 2020).
- 10 juillet : Mahathir Mohamad, Premier ministre malaisien.
- 11 juillet :
  - Paul Bertrand, évêque catholique français, évêque émérite de Mende († 27 juillet 2022).
  - Charles Chaynes, compositeur français († 24 juin 2016).
  - Mattiwilda Dobbs, chanteuse afro-américaine († 8 décembre 2015).
  - Nicolai Gedda, ténor suédois († 8 janvier 2017).
- 12 juillet :
  - Albert Lance, ténor lyrique français d'origine australienne († 15 mai 2013).
  - Rosario Villari, historien et homme politique italien († 18 octobre 2017).
- 13 juillet : Suzanne Zimmerman, nageuse américaine († 14 mars 2021).
- 14 juillet : Francisco Álvarez Martínez, cardinal espagnol († 5 janvier 2022).
- 15 juillet
  - Philip Carey, acteur américain († 6 février 2009).
  - Gaston Rousseau, coureur cycliste français († 8 avril 2019).
  - José Soto, joueur de basket-ball mexicain.
  - Donn Alan Pennebaker, cinéaste, écrivain et peintre américain († 1er août 2019).
- 16 juillet : 
  - Rosita Quintana, actrice, chanteuse et compositrice argentine († 23 août 2021).
  - Ceslav Sieradzki , apprenti boulanger, adolescent résistant français d'origine polonaise, abattu à 16 ans au camp de sûreté de Vorbruck-Schirmeck († 12 décembre 1941).
- 17 juillet :
  - Marius Cohard, résistant et homme politique belge († 3 janvier 2015).
  - Matias Spescha, peintre et sculpteur suisse († 28 juin 2008).
  - Albert Toris, footballeur français († 20 mars 2002).
- 18 juillet :
  - Henri Andrillat, astronome français († 8 janvier 2009).
  - André Raffray, peintre français († 6 janvier 2010).
- 19 juillet : Jean-Pierre Faye, écrivain, poète et philosophe français.
- 20 juillet : 
  - Jacques Delors, économiste et homme politique français († 27 décembre 2023).
  - Narciso de Andrade, écrivain, poète et journaliste brésilien († 29 décembre 2007).
  - Frantz Fanon, psychiatre et essayiste français († 6 décembre 1961).
- 21 juillet : Hans Meyer, acteur sud-africain († 3 avril 2020).
- 23 juillet : 
  - Tajuddin Ahmad, homme politique bangladais († 3 novembre 1975).
  - Alain Decaux, historien français († 27 mars 2016).
  - Gloria DeHaven, actrice américaine († 30 juillet 2016).
  - Quett Masire, homme d'État botswanais († 22 juin 2017).
- 25 juillet :
  - Richard Kadison, mathématicien américain († 22 août 2018).
  - Charmion King, actrice († 6 janvier 2007).
- 26 juillet :
  - Jean-François Coatmeur, romancier français († 11 décembre 2017).
  - Larry Duran, acteur et cascadeur américain († 27 novembre 2002).
  - Gene Gutowski, producteur polonais naturalisé américain († 10 mai 2016).
  - Robert Hirsch, acteur français († 16 novembre 2017).
- 27 juillet : André Vinas, écrivain français († 8 mars 2017).
- 28 juillet :
  - Pierre Bas, homme politique français († 18 novembre 2015).
  - John Stonehouse, homme politique britannique († 14 avril 1988).
- 29 juillet : 
  - Ted Kennedy, joueur de hockey sur glace canadien († 14 août 2009).
  - Robert Lindsay, joueur de hockey sur glace canadien († 4 mars 2019).
  - Mikis Theodorakis, compositeur grec († 2 septembre 2021).
- 30 juillet :
  - Jacques Grimonpon, footballeur français († 23 janvier 2013).
  - Jacques Sernas, acteur français († 3 juillet 2015).
  - Jean Zévaco, évêque catholique français († 25 juillet 2017).
- 31 juillet :
  - Charles Le Bars, peintre, sculpteur et graveur français († 28 février 2012).
  - Rolland Plaisance, homme politique français († 1er septembre 2017).

## Août
- 1er août :
  - Angela Goodwin, actrice italienne († 25 mars 2016).
  - Medea Jugeli, gymnaste soviétique († 8 janvier 2016).
- 2 août : Jorge Rafael Videla, militaire et homme politique argentin († 17 mai 2013).
- 3 août :
  - Maurice Fellous, directeur de la photographie français († 26 avril 2015).
  - Lourens Munnik, médecin et homme politique sud-africain († 12 juillet 2016).
  - Dominik Tóth, prélat catholique tchécoslovaque puis slovaque († 16 mai 2015).
- 4 août : Louise Carrier, peintre portraitiste canadienne († 26 décembre 1976).
- 6 août : Stig-Göran Myntti, joueur de football et de bandy international finlandais († 28 février 2020).
- 7 août :
  - Julián Orbón, compositeur et critique musical hispano-cubain († 21 mai 1991).
  - Armand Gaétan Razafindratandra, cardinal malgache († 9 janvier 2010).
- 8 août :
  - Akira Tanno, photographe japonais († 5 août 2015).
  - Aziz Sattar, acteur malaisien († 6 mai 2014).
- 9 août : Valentín Pimstein, producteur chilien († 27 juin 2017).
- 10 août :
  - Lucien Bochard, footballeur français († 2 mai 2002).
  - Franco Nonnis, peintre, metteur en scène et compositeur italien († 29 octobre 1991).
- 11 août : Arlene Dahl, actrice américaine († 29 novembre 2021).
- 12 août :
  - Dale Bumpers, homme politique américain († 1er janvier 2016).
  - Michel Lablais, peintre français († 21 septembre 2017).
- 13 août :
  - Evelyn Ortlieb, peintre française († 9 juin 2008).
  - José Sazatornil, acteur espagnol († 23 juillet 2015).
- 14 août : Russell Baker, journaliste et écrivain satirique américain († 21 janvier 2019).
- 15 août :
  - Aldo Ciccolini, pianiste classique italien naturalisé français († 1er février 2015).
  - Mike Connors, acteur et producteur américain († 26 janvier 2017).
  - Münir Özkul, acteur turc († 5 janvier 2018).
  - Oscar Peterson, pianiste et compositeur de jazz canadien († 23 décembre 2007).
  - James Poncet, footballeur français († 16 juillet 2001).
- 16 août : 
  - Monique Bouchez, féministe française
  - Mal Waldron, pianiste de jazz américain († 2 décembre 2002).
- 18 août :
  - Brian Aldiss, écrivain britannique († 19 août 2017).
  - Xavier Nicole, résistant français pendant la Seconde Guerre mondiale († 21 septembre 1990).
- 19 août :
  - Rubén Romano, peintre et critique de cinéma uruguayen († 6 août 2005).
  - Ottokar Runze, réalisateur et producteur de cinéma allemand († 22 septembre 2018).
- 20 août : Jean Abélanet, préhistorien français († 21 mars 2019).
- 21 août : Maurice Pialat, réalisateur de cinéma et peintre français († 11 janvier 2003).
- 22 août :
  - Honor Blackman, actrice britannique († 5 avril 2020).
  - Manfred Feiler, peintre, graphiste et illustrateur allemand († 15 mars 2020).
  - Alberto Ongaro, écrivain, journaliste et scénariste italien († 23 mars 2018).
- 24 août : Shirley Hufstedler, femme politique américaine († 30 mars 2016).
- 25 août :
  - Gustavo Albella, footballeur argentin († 13 juin 2000).
  - Thea Astley, romancière australienne († 17 août 2004).
  - René Deniort, footballeur français († 9 octobre 1992).
  - Hasan di Tiro, homme politique indonésien et suédois († 3 juin 2010).
  - Matthias Toliman, homme politique papou-néo-guinéen († 6 septembre 1973).
- 26 août :
  - Ida Barbarigo, peintre italienne († 15 janvier 2018).
  - Jack Hirshleifer, économiste américain († 26 juillet 2005).
  - Sangharakshita, écrivain bouddhiste britannique († 30 octobre 2018).
- 27 août : 
  - Andrea Cordero Lanza di Montezemolo, cardinal italien († 19 novembre 2017).
  - Darry Cowl (André Darricau), comédien français († 14 février 2006).
- 28 août :
  - Dalibor Chatrný, peintre et pédagogue tchécoslovaque puis tchèque († 5 juillet 2012).
  - José Parra Martínez, footballeur espagnol († 29 février 2016).
  - Donald O'Connor, danseur acteur américain († 27 septembre 2003).
- 29 août :
  - Georges Dessaigne, homme politique français († 21 mai 2018).
  - Yves Velan, écrivain suisse († 6 mai 2017).
- 30 août : Theo Wolvecamp, peintre néerlandais du groupe Cobra († 11 octobre 1992).
- 31 août : Katyna Ranieri, chanteuse et actrice italienne († 2 septembre 2018).

## Septembre
- 1er septembre :
  - Roy J. Glauber, physicien américain († 26 décembre 2018).
  - Art Pepper, saxophoniste de jazz américain († 15 juin 1982).
  - Christiane Scrivener, femme politique française († 8 avril 2024).
  - Madeleine Chapsal, écrivaine française († 12 mars 2024).
- 2 septembre :
  - Roger Colliot, footballeur français († 27 juillet 2004).
  - Ronnie Stevens, acteur britannique († 11 novembre 2006).
- 3 septembre :
  - Anne Jackson, actrice américaine († 12 avril 2016).
  - Bengt Lindström, peintre et lithographe suédois († 29 janvier 2008).
- 4 septembre :
  - Jos Le Corre, peintre français († 29 décembre 1979).
  - John Mackenzie, footballeur écossais († 5 juillet 2017).
  - Olivier Pagès, historien de l'art, peintre, sculpteur et écrivain français († 25 décembre 2021).
- 5 septembre :
  - Wally Albright, acteur américain († 7 août 1999).
  - Jos Vandeloo, écrivain belge d'expression néerlandaise († 5 octobre 2015).
- 6 septembre :
  - Andrea Camilleri, écrivain italien († 17 juillet 2019).
  - Chedli Klibi, homme politique tunisien († 13 mai 2020).
- 7 septembre : Bernard Chevallier, joueur de rugby à XV français († 11 juillet 2018).
- 8 septembre :
  - Jacques Allard, skipper français († 15 juillet 2015).
  - Peter Sellers, acteur britannique († 24 juillet 1980).
  - Paul Van Hoeydonck, sculpteur belge.
- 9 septembre : Roque Olsen, joueur et entraîneur de football argentin († 15 juin 1992).
- 10 septembre :
  - Rodolfo Falzoni, coureur cycliste italien († 18 mars 2002).
  - Hubert Hammerer, tireur sportif autrichien († 24 mars 2017).
- 11 septembre : Harry Somers, compositeur canadien († 9 mars 1999).
- 12 septembre :
  - Libor Fára, peintre surréaliste, graphiste, décorateur de théâtre et scénographe tchécoslovaque († 3 mars 1988).
  - Dickie Moore, acteur américain († 7 septembre 2015).
- 13 septembre : Jean Mohr, photographe suisse d'origine allemande († 3 novembre 2018).
- 14 septembre : Maurice Pons, écrivain français († 8 juin 2016).
- 15 septembre :
  - James Coignard, peintre, graveur et sculpteur français († 7 mars 2008).
  - Kirill Lavrov, acteur soviétique et russe († 27 avril 2007).
  - Carlo Rambaldi, peintre et sculpteur italien († 10 août 2012).
- 16 septembre :
  - Juliette Bessis, historiennne contemporanéiste et universitaire tunisienne († 18 mars 2017).
  - Christian Cabrol, chirurgien et homme politique français († 16 juin 2017).
  - Philippe Cara Costea, peintre, lithographe et sculpteur français († 31 décembre 2006).
  - Jacques Dessemme,  joueur de basket-ball français († 23 mars 2019).
  - Eugene Garfield, scientifique américain († 26 février 2017).
  - Jack Hammer, compositeur, pianiste, guitariste, chanteur et peintre américain († 8 avril 2016).
  - B. B. King, guitariste et bluesman américain († 15 mai 2015).
  - Lucas Moreira Neves, cardinal brésilien († 8 septembre 2002).
  - Morgan Woodward, acteur et scénariste américain († 22 février 2019).
- 17 septembre :
  - François Bluche, historien français († 28 juin 2018).
  - Isamu Imoto, homme politique japonais († 23 avril 2018).
- 19 septembre : Gérard Ouédraogo, homme d'État et diplomate français puis burkinabé († 1er juillet 2014).
- 20 septembre :
  - Justo Gallego Martínez, maçon autodidacte, architecte naïf et sculpteur brut espagnol († 28 novembre 2021).
  - Džemma Skulme, peintre lettone († 9 novembre 2019).
- 22 septembre : Vital Loraux, arbitre de football belge († 27 février 2013).
- 23 septembre : 
  - George Laurer, ingénieur américain († 5 décembre 2019).
  - Jean-Charles Tacchella, réalisateur et scénariste français († 29 août 2024).
- 25 septembre :
  - Edwin Niblock Lightfoot, physico-chimiste américain  († 2 octobre 2017)
  - Silvana Pampanini, actrice italienne († 6 janvier 2016).
- 26 septembre : Marty Robbins, chanteur de musique country américain († 8 décembre 1982).
- 27 septembre :
  - Benmostefa Benaouda, homme politique algérien († 5 février 2018).
  - Heinz Ulzheimer, athlète allemand, spécialiste du 800 mètres († 18 décembre 2016).
  - Alexandru Vișinescu, officier roumain († 5 novembre 2018).
- 28 septembre :
  - Mileta Andrejević, peintre serbe naturalisé américain († 21 octobre 1989).
  - Michel Antoine, historien moderniste français († 20 février 2015).
  - Bob Braithwaite, tireur sportif britannique († 26 février 2015).
  - Claude Fayard, journaliste, réalisateur et producteur de télévision français († 5 juin 2022).
- 29 septembre : Tjol Lategan, joueur de rugby à XV sud-africain († 8 mars 2015).
- 30 septembre : Félix Luna, avocat, historien, écrivain, parolier et homme politique argentin († 5 novembre 2009).
- ? septembre : Hushang Irani, poète, traducteur, journaliste et peintre iranien († 24 septembre 1973).

## Octobre
- 1er octobre :
  - José Beyaert, coureur cycliste français († 11 juin 2005).
  - Yang Hyong-sop, homme d'État nord-coréen († 13 mai 2022).
- 2 octobre :
  - Leopoldo Paciscopi, écrivain, journaliste et historien italien du cinéma muet († 14 mai 2018).
  - Anne Ranasinghe, écrivaine srilankaise († 17 décembre 2016).
  - Desanka Kovačević-Kojić, historienne yougoslave puis bosno-serbe († 13 août 2022).
  - Gore Vidal, écrivain américain († 31 juillet 2012).
- 3 octobre : Simone Segouin, résistante française(† 21 février 2023).
- 4 octobre :
  - Marlen Khoutsiev, réalisateur et scénariste soviétique puis russe d'origine géorgienne († 19 mars 2019).
  - Giuseppe Sermonti, généticien et professeur de génétique italien († 16 décembre 2018).
- 5 octobre :
  - Roberto Juarroz, poète argentin († 31 mars 1995).
  - Youenn Gwernig, poète franco-américain de culture bretonne († 29 août 2006).
  - Raisa Struchkova, danseuse russe († 2 mai 2005).
  - Antoine Gizenga, Premier ministre de la république démocratique du Congo († 24 février 2019).
- 6 octobre : Bud Olson (en), ministre de l'agriculture du Canada et lieutenant-gouverneur de l'Alberta († 14 février 2002).
- 8 octobre : 
  - Jean-Guy Hamelin, homme d'Église canadien († 1er mars 2018).
  - Paul Van Hoeydonck, sculpteur belge († 3 mai 2025).
- 10 octobre : Jean Thuane, footballeur français († décembre 2005).
- 12 octobre : William Steinkraus, cavalier de saut d'obstacles américain († 29 novembre 2017).
- 13 octobre :
  - Lenny Bruce, comique, scénariste, acteur et réalisateur américain († 3 août 1966).
  - Georges Duffuler, footballeur français († 19 septembre 2007).
  - Frank D. Gilroy, écrivain, romancier, dramaturge, scénariste, réalisateur et producteur de cinéma et de télévision américain († 12 septembre 2015).
  - Robert Massin, directeur artistique et typographe français († 8 février 2020).
  - Jacques Petit, peintre et graveur français († 22 avril 2019).
  - Carlos Robles Piquer, homme politique espagnol, député au Parlement européen de 1984 à 1999 († 8 février 2018).
  - Margaret Thatcher, femme politique, ancien premier ministre britannique de 1979 à 1990 († 8 avril 2013).
- 15 octobre :
  - Anthony de Jasay, écrivain, philosophe libertarien et économiste hongrois et britannique († 23 janvier 2019).
  - Roland Schweitzer, architecte et urbaniste français († 7 août 2018).
  - Wang Zhongshu, archéologue chinois († 24 septembre 2015).
- 16 octobre :
  - Michael Conrad, acteur américain († 22 novembre 1983).
  - Apo Lazaridès, cycliste français d'origine grecque († 30 octobre 1998).
  - Angela Lansbury, actrice britannique naturalisée américaine († 11 octobre 2022).
  - Daniel J. Evans, politicien américain († 20 septembre 2024).
- 17 octobre : Ihab Hassan, théoricien littéraire égyptien († 10 septembre 2015).
- 19 octobre : 
  - Bernard Hepton, acteur, producteur et réalisateur britannique († 27 juillet 2018).
  - Raymond Impanis, coureur cycliste belge († 31 décembre 2010).
  - Czesław Kiszczak, général et homme d'État polonais († 5 novembre 2015).
  - Emilio Eduardo Massera, militaire argentin († 8 novembre 2010).
- 20 octobre :
  - Roger Hanin, acteur français († 11 février 2015).
  - Pierre Trofimoff, peintre français († 27 juin 1996).
- 21 octobre :
  - Celia Cruz, chanteuse cubaine († 16 juillet 2003).
  - Jean-Pierre Jorris, homme de théâtre français († 21 février 2017).
  - Louis Robichaud, premier ministre du Nouveau-Brunswick († 6 janvier 2005).
- 22 octobre :
  - Maurice Borrmans, prêtre catholique et islamologue français († 26 décembre 2017).
  - Hugh Currie, joueur professionnel de hockey sur glace canadien († 21 novembre 2017).
  - Éva Fahidi, écrivaine hongroise († 11 septembre 2023).
- 23 octobre : 
  - Johnny Carson, humoriste et animateur de télévision américain († 23 janvier 2005).
  - José Freire Falcao, cardinal brésilien, archevêque émérite de Brasilia († 26 septembre 2021).
- 24 octobre : Luciano Berio, compositeur italien († 27 mai 2003).
- 25 octobre :
  - Peter Cory, juge canadien († 7 avril 2020).
  - Charles Gottlieb, résistant français († 8 mai 2015).
  - Joseph Michel, homme politique belge († 3 juin 2016).
  - Guy Renne, peintre français († 27 juin 1990).
  - Takis, sculpteur grec († 9 août 2019).
- 26 octobre :
  - Manolo Bolognini, producteur de cinéma italien († 23 décembre 2017).
  - Michel Mosser, architecte français († 15 juillet 2022).
  - Jan Wolkers, écrivain et artiste néerlandais († 19 octobre 2007).
- 28 octobre : Leonard Starr, dessinateur de comics et d'animés américain († 30 juin 2015).
- 29 octobre :
  - Dominick Dunne, producteur de cinéma et de télévision, animateur de télévision, journaliste, scénariste, acteur et romancier américain  († 26 août 2009).
  - Robert Hardy, acteur britannique († 3 août 2017).
  - Charles-Eugène Marin, médecin, psychiatre et homme politique québécois († 7 juin 2017).
  - Klaus Roth, mathématicien britannique († 10 novembre 2015).
  - Zoot Sims, saxophoniste de jazz américain († 23 mars 1985).
- 30 octobre :
  - Charles Duits, écrivain, peintre et poète français († 30 avril 1991).
  - Audrey Eagle, illustratrice botanique néo-zélandaise († 27 novembre 2022)
  - Gus Savage, homme politique américain († 31 octobre 2015).

## Novembre
- 1er novembre :
  - Svend Jakobsen, homme politique danois († 28 mai 2022).
  - Didier-Léon Marchand, évêque catholique français († 16 février 2022).
  - Félix-Roland Moumié, homme politique camerounais († 3 novembre 1960).
- 3 novembre : Dieter Wellershoff, écrivain allemand († 15 juin 2018).
- 4 novembre : 
  - Teodor Anioła, footballeur polonais († 10 juillet 1993).
  - I.J. Berthe Hess, peintre française († 6 avril 1996).
  - Kjerstin Dellert, soprano suédoise († 5 mars 2018).
  - Doris Roberts, actrice américaine († 17 avril 2016).
  - Aleksandra Śląska, actrice polonaise († 18 septembre 1989).
- 6 novembre : Michel Bouquet, comédien français († 13 avril 2022).
- 8 novembre : Nina Miranda, chanteuse uruguayenne († 1er janvier 2012).
- 9 novembre :
  - Giovanni Coppa, cardinal italien († 16 mai 2016).
  - Alistair Horne, historien et journaliste anglais († 25 mai 2017).
  - Helmut Rohde, homme politique allemand († 16 avril 2016).
- 10 novembre : 
  - Richard Burton, acteur britannique († 5 août 1984).
  - David William Bauer, prêtre et entraîneur de hockey sur glace canadien († 9 novembre 1988).
- 11 novembre : 
  - Nigel Cecil, lieutenant-gouverneur britannique de l'île de Man († 10 mars 2017).
  - John Guillermin, réalisateur, producteur et scénariste britannique († 27 septembre 2015).
  - Michel Mortier, designer français († 22 mai 2015).
- 12 novembre :
  - Gaetano Arfé, homme politique, journaliste universitaire et historien italien († 13 septembre 2007).
  - Lysanne Thibodeau, réalisatrice et musicienne canadienne († 15 avril 2018).
  - Yasutaka Komiya, teinturier et artisan d'art japonais († 24 octobre 2017).
- 13 novembre : Jozef Van Ginderen, footballeur belge († 22 décembre 1993).
- 14 novembre :
  - Jaurès Medvedev, biologiste et ancien dissident soviétique († 15 novembre 2018).
  - Colette Privat, femme politique française († 7 avril 2021).
- 15 novembre : André Lufwa, sculpteur congolais († 13 janvier 2020).
- 16 novembre : Michel Jouvet, neurobiologiste français († 3 octobre 2017).
- 17 novembre :
  - Rock Hudson, (Roy Scherer Fitzgerald), acteur américain († 2 octobre 1985).
  - Curt Lowens, acteur allemand († 8 mai 2017).
  - Walt Peregoy, dessinateur et illustrateur américain († 16 janvier 2015).
- 18 novembre : Pierre Bouladou, haltérophile français  († 29 décembre 2022).
- 19 novembre :
  - Jesús Álvarez Amaya, peintre et graveur mexicain († 21 juin 2010).
  - Zygmunt Bauman, sociologue britannique et polonais († 9 janvier 2017).
- 20 novembre :
  - George Barris, customiseur et designer automobile américain († 5 novembre 2015).
  - Robert Kennedy, homme politique américain († 5 juin 1968).
  - Godefroid Munongo, homme politique congolais († 28 mai 1992).
  - Maïa Plissetskaïa, danseuse soviétique et russe († 2 mai 2015).
  - Colette Senghor, épouse de Léopold Sédar Senghor et première dame du Sénégal de 1960 à 1980 († 19 novembre 2019).
- 21 novembre : Jacques de Saint-Blanquat, évêque catholique français, évêque émérite de Montauban.
- 22 novembre : Gunther Schuller, compositeur, corniste et chef d'orchestre américain († 21 juin 2015).
- 24 novembre : André Lévy, sinologue français († 3 octobre 2017).
- 26 novembre :
  - Gregorio Álvarez, général et homme d'État uruguayen († 28 décembre 2016).
  - Leonardo Cremonini, peintre italien († 12 avril 2010).
- 27 novembre : 
  - Bertold Hummel, compositeur allemand († 9 août 2002).
  - Claude Lanzmann, journaliste, écrivain, cinéaste et producteur de cinéma français († 5 juillet 2018).
  - Hope Sanderson, géologue néo-zélandaise († 6 mai 2016).
- 28 novembre : Umberto Veronesi, oncologue et homme politique italien († 8 novembre 2016).
- 29 novembre : Minnie Miñoso, joueur de baseball cubain († 1er mars 2015).
- 30 novembre : Maryon Pittman Allen, femme politique américaine († 23 juillet 2018).

## Décembre
- 1er décembre : René Caron, acteur québécois († 16 juillet 2016).
- 2 décembre :
  - Philippe Béguerie, prêtre catholique français († 3 mai 2017).
  - Julie Harris, actrice américaine († 24 août 2013).
- 4 décembre :
  - Hannes Thanheiser, acteur autrichien († 17 juin 2014).
  - Andrés Trobat, coureur cycliste espagnol († 30 mars 2011).
- 5 décembre :
  - Dave Broadfoot, acteur canadien († 1er novembre 2016).
  - Jacques Dessange, coiffeur et homme d'affaires français († 7 janvier 2020).
- 6 décembre :
  - Yeso Amalfi, footballeur brésilien († 10 mai 2014).
  - Albert Brie, écrivain et humoriste québécois († 27 octobre 2015).
  - Jean-Paul Fuchs, homme politique français († 12 mars 2018).
- 8 décembre :
  - Anne-Marie Colchen, athlète et basketteuse française († 26 janvier 2017).
  - Sammy Davis Jr., chanteur, danseur, acteur, imitateur et multi-instrumentiste américain († 16 mai 1990).
  - Gilles Marcotte, écrivain, professeur à l’Université de Montréal, critique littéraire et musical et journaliste québécois († 20 octobre 2015).
  - Henk Peeters, photographe, peintre et dessinateur néerlandais († 13 avril 2013).
- 9 décembre : Seiken Shukumine, fondateur du Gensei-Ryu († 26 novembre 2001).
- 11 décembre :
  - André Marfaing, peintre et graveur français († 30 mars 1987).
  - Jean Marty, joueur français de billard français († 3 décembre 2015).
- 12 décembre :
  - Vladimir Chaïnski, compositeur russe († 25 décembre 2017).
  - Anne V. Coates, monteuse britannique († 8 mai 2018).
- 13 décembre : Dick Van Dyke, acteur, producteur, scénariste et réalisateur américain.
- 15 décembre :
  - János Kristófi, peintre hongrois († 5 janvier 2014).
  - Una Kroll, militante féministe et religieuse anglicane britannique († 6 janvier 2017).
  - Alki Zei, romancière grecque  († 27 février 2020).
  - Kasey Rogers, actrice américaine († 6 juillet 2006).
- 17 décembre :
  - Alphonse Boudard, écrivain français († 14 janvier 2000).
  - Julia Meade, actrice américaine († 16 mai 2016).
- 18 décembre :
  - Peggy Cummins, actrice britannique († 29 décembre 2017).
  - John Szarkowski, conservateur pour la photographie du Museum of Modern Art de New York et photographe († 7 juillet 2007).
  - Conrad Tremblay, artiste, dessinateur, illustrateur, peintre et graveur québécois († 24 juillet 2022).
- 19 décembre :
  - Tankred Dorst, écrivain, dramaturge et scénariste allemand († 1er juin 2017).
  - Iouri Drozdov, major-général du KGB soviétique puis russe († 21 juin 2017).
  - Jacques Fatton, footballeur franco-suisse († 25 juillet 2011).
- 22 décembre : Károly Makk, cinéaste hongrois († 30 août 2017).
- 23 décembre :
  - Pierre Bérégovoy, homme d'État français († 1er mai 1993).
  - Albert Jacquard, généticien français († 11 septembre 2013).
  - Mohamed Mzali, homme politique tunisien († 23 juin 2010).
- 24 décembre :
  - Noel Kinsey, footballeur gallois († 20 mai 2017).
  - Masaya Nakamura, homme d'affaires japonais († 22 janvier 2017).
- 25 décembre : 
  - Carlos Castaneda, anthropologue américain († 27 avril 1998).
  - Linda Matar, militante libanaise des droits des femmes († 2 février 2023).
- 26 décembre : Georg Buschner, footballeur est-allemand, puis entraîneur et sélectionneur de l'équipe d'Allemagne de l'Est († 12 février 2007).
- 27 décembre :
  - Moshe Arens, ingénieur en aéronautique, chercheur, ancien diplomate et homme politique israélien d'origine lituanienne † 7 janvier 2019).
  - Václav Machek, coureur cycliste tchécoslovaque († 1er novembre 2017).
  - Michel Piccoli, acteur français († 12 mai 2020).
- 28 décembre : Milton Obote, homme politique ougandais († 10 octobre 2005).
- 29 décembre :
  - Albert Chubac, peintre et sculpteur suisse († 4 mai 2008).
  - Luis Alberto Monge, homme d'État et président du Costa Rica († 29 novembre 2016).
  - István Szondy, pentathlonien et cavalier hongrois († 31 mai 2017).
- 30 décembre : Albert Larouche, animateur et réalisateur d'émissions de radio canadien († 21 avril 2017).
- 31 décembre : Jaap Schröder, violoniste, chef d'orchestre et pédagogue néerlandais († 1er janvier 2020).

## Date précise inconnue
- Alpha Oumar Barry, homme politique guinéen († 26 février 1977).
- Ángel Botta, joueur et entraîneur de football argentin († 15 août 2011).
- Géula Dagan, peintre et sculptrice israélienne († 2008).
- Syed Nazrul Islam, homme politique bangladais († 3 novembre 1975).
- Chatur Lal, musicien indien († 14 octobre 1965 ou 14 novembre 1965).
- Shlomo Moussaieff, bijoutier et collectionneur d'antiquités israélien († 1er juillet 2015).
- Juan Romay, footballeur argentin († 17 décembre 2009).
- Hassan Shakir, sculpteur, peintre et auteur irakien († 2004).
- Idriss ibn al-Hassan al-Alami, poète et écrivain marocain († 2007).